# عبد الرحمن بن عبد العزيز الكلية
عبد الرحمن بن عبد العزيز الكلية قاضي وعضو هيئة كبار العلماء في المملكة العربية السعودية، ولد في بلدة الشقة من أعمال منطقة القصيم عام 1363 هـ .

## دراسته
تلقى تعليمه الجامعي في مدينة الرياض حتى حصل على شهادة البكالوريوس من كلية الشريعة التابعة لجامعة الإمام محمد بن سعود الإسلامية عام 1386 هـ، ثم واصل دراساته العليا وحصل على شهادة الماجستير من المعهد العالي للقضاء التابع لجامعة الإمام محمد بن سعود الإسلامية في مدينة الرياض عام 1389 هـ.

## أعماله
تنقل الكلية في سلك القضاء حتى وصل لرئاسة المحكمة العليا، وكان تسلسل أعماله كتالي :
- عين قاضيا في المحكمة الجزئية للضمان والأنكحة في مدينة الرياض في 1386 هـ.
- عمل قاضيا في المحكمة العامة في المدينة المنورة من عام 1391 هـ حتى عام 1406 هـ.
- عين عضوا في مجلس الإشراف الديني بالمسجد النبوي الشريف.
- رقي إلى درجة قاضي استئناف تمييز , وعين قاضي تمييز في محكمة الاستئناف التمييز في مكة المكرمة في عام 1406 هـ.
- عين عضوا في هيئة الإشراف على هيئة الإغاثة الإسلامية العالمية.
- عين رئيسا لمحكمة الاستئناف التمييز في مكة المكرمة في 1418 هـ.
- صدر أمر ملكي بتعيينه عضوا في الهيئة العليا لتطوير منطقة مكة المكرمة في عام 1422 هـ.
- في عام 1430 هـ صدر الأمر الملكي بتعيينه رئيسا للمحكمة العليا.

## عضوية كبار العلماء
صدرت اليوم الثلاثاء الثالث من ربيع الأول عام 1434 هـ الموافق للخامس عشر من يناير عام 2013 بإنهاء خدمة عبد الرحمن الكلية رئيس المحكمة العليا من منصبه، وتعيينه عضو في هيئة كبار العلماء.